# Distretto di Ahanta Ovest
Il distretto di Ahanta Ovest (ufficialmente Ahanta West District, in inglese) è un distretto della Regione Occidentale del Ghana.